# 大井津海里
大井津 海里（おおいづ かいり、6月18日 - ）は、日本の男性声優。大阪府出身。ネクシード所属。

## 略歴
2022年、K.N.P.S, BRAINS4期生卒業。

## 人物
趣味は映画鑑賞、スポーツ観戦。

## 出演

### テレビアニメ
- 真・進化の実〜知らないうちに勝ち組人生〜（2023年、生徒1）

### ゲーム
- キューピット・パラサイト -Sweet & Spicy Darling.-（エージェント）
- 崩壊:スターレイル（医士助手）

### 吹き替え

#### 映画
- アポカリプス・ライジング（ショックリー）
- アンブッシュ（ムハンマド・アフマド）
- コンクリート・ユートピア
- 少林寺 燃えよ洪拳（総舵主 他）
- ニューオーダー（オマール 他）
- ビーニー・バブル（係員男）
- ブラック・フライデー!（ロウ、不機嫌デニス）

#### ドラマ
- NCIS 〜ネイビー犯罪捜査班（リックマン）
- 太宗（テジョン）イ・バンウォン〜龍の国〜（ミン・ムグ）

#### アニメ
- 時光代理人 -LINK CLICK- II（手下、警官 他）

### ボイスオーバー
- ザ・ジレンマ: もうガマンできない?! シーズン6（チャーリー）
- 野生動物を救え!（ダンカン・トムソン）

### CM
- 明治安田生命「ねこリモート会議#7,8」（ビール）